# Brzeg (matematyka)

Zbiór (jasnoniebieski) wraz z jego brzegiem (ciemnoniebieski)

Brzeg – zbiór punktów „granicznych” danego zbioru.
Zachowanie funkcji na brzegu dziedziny może się znacząco różnić od zachowania w jego wnętrzu (tzn. w dziedzinie z wyłączeniem brzegu); z tego też powodu w analizie matematycznej pochodne funkcji rozpatruje się zwykle wyłącznie na (niepustych) zbiorach bez brzegu, tzw. zbiorach otwartych. Zadanie z postawionymi warunkami ograniczającymi rozwiązania równania różniczkowego na brzegu badanego zbioru nazywa się zagadnieniem brzegowym. Jednym ze znanych wyników rachunku różniczkowego i całkowego wiążącym pole powierzchni brzegu z obejmowaną przez niego objętością jest twierdzenie Ostrogradskiego-Gaussa (a w ogólności – twierdzenie Stokesa). Ważnym twierdzeniem topologicznym dotyczącym pojęcia brzegu jest twierdzenie Baire’a.
Opisane w artykule pojęcie brzegu różni się pojęć brzegów dla rozmaitości topologicznych, czy kompleksów symplicjalnych.

## Definicja

Punkt B jest punktem brzegowym jasnozielonego zbioru, gdyż dowolne jego otoczenie (w szczególności błękitna kula o środku w tym punkcie) zawiera punkty należące do zbioru, jak i spoza niego

Niech dana będzie przestrzeń topologiczna {\displaystyle X} oraz zawarty w niej zbiór {\displaystyle A\subset X.}
Brzegiem {\displaystyle \mathrm {bd} \;A} zbioru {\displaystyle A} nazywa się zbiór
{\displaystyle \mathrm {bd} \ A=\mathrm {cl} \ A\cap \mathrm {cl} \ A^{\mathrm {c} },}
lub równoważnie
{\displaystyle \mathrm {bd} \ A=\mathrm {cl} \ A\setminus \mathrm {int} \ A.}
gdzie {\displaystyle \mathrm {cl} \ A} oraz {\displaystyle \mathrm {int} \ A} oznaczają odpowiednio domknięcie i wnętrze zbioru {\displaystyle A,} zaś {\displaystyle A^{\mathrm {c} }} jego dopełnienie.
Obok oznaczenia {\displaystyle \mathrm {bd} \;A} stosuje się też {\displaystyle \mathrm {fr} \;A,\ \partial A} (od ang. boundary, frontier).
Punkty brzegu nazywa się punktami brzegowymi i z definicji wynika, że punkty brzegowe są to te punkty, których dowolne otoczenie zawiera punkt należący do {\displaystyle A,} jak i taki, który należy do jego dopełnienia {\displaystyle A^{\mathrm {c} }}.

## Własności
Wprost z definicji wynika, że brzeg zbioru jest:
- równy brzegowi jego dopełnienia,
{\displaystyle \mathrm {bd} \ A=\mathrm {bd} \ A^{\mathrm {c} },}
- zawarty w domknięciu tego zbioru,
{\displaystyle \mathrm {bd} \ A\subseteq \mathrm {cl} \ A,}
- zbiorem domkniętym,
{\displaystyle \mathrm {bd} \ A=\mathrm {cl} (\mathrm {bd} \ A).}

Domknięcie jest sumą zbioru i jego brzegu,
{\displaystyle \mathrm {cl} \ A=A\cup \mathrm {bd} \ A,}
więcej: zbiór jest domknięty wtedy i tylko wtedy, gdy zawiera swój brzeg oraz otwarty wtedy i tylko wtedy, gdy nie ma punktów wspólnych ze swoim brzegiem. Brzeg zbioru jest pusty wtedy i tylko wtedy, gdy zbiór jest jednocześnie otwarty i domknięty; mówi się wtedy, że zbiór „nie ma brzegu”. Zbiór o pustym wnętrzu nazywa się zbiorem brzegowym.
Dla dowolnego zbioru {\displaystyle A} zachodzi
{\displaystyle \mathrm {bd} \ A\supseteq \mathrm {bd} (\mathrm {bd} \ A),}
przy czym równość zachodzi wtedy i tylko wtedy, gdy {\displaystyle A} jest brzegowy (co ma miejsce np. wtedy, gdy {\displaystyle A} jest otwarty lub domknięty). Ponieważ brzeg jest zbiorem domkniętym, to
{\displaystyle \mathrm {bd} (\mathrm {bd} \ A)=\mathrm {bd} {\big (}\mathrm {bd} (\mathrm {bd} \ A){\big )}}
dla dowolnego zbioru {\displaystyle A,} czyli operator brzegu {\displaystyle \mathrm {bd} } spełnia pewną słabszą postać idempotentności.

## Przykłady

Brzeg składowych zbioru Mandelbrota o okresach od 1 do 6

Niech {\displaystyle \mathbb {R} } oznacza zbiór liczb rzeczywistych z jego naturalną topologią. Wówczas
- {\displaystyle \mathrm {bd} \ \mathbb {R} =\mathrm {bd} \ \varnothing =\varnothing ,}
- {\displaystyle \mathrm {bd} \ (0,5)=\mathrm {bd} \ [0,5)=\mathrm {bd} \ (0,5]=\{0,5\},}
- {\displaystyle \mathrm {bd} \ \left\{1,{\tfrac {1}{2}},{\tfrac {1}{3}},{\tfrac {1}{4}},\dots \right\}=\left\{0,1,{\tfrac {1}{2}},{\tfrac {1}{3}},{\tfrac {1}{4}},\dots \right\},}
- {\displaystyle \mathrm {bd} \ \mathbb {Q} =\mathrm {bd} \ \mathbb {Q} ^{\mathrm {c} }=\mathbb {R} .}

Ostatnie dwa przykłady pokazują, że brzeg zbioru może być nadzbiorem danego zbioru.
Pojęcie brzegu zbioru w istotny sposób zależy od topologii przestrzeni: w naturalnej topologii przestrzeni euklidesowej {\displaystyle \mathbb {R} ^{2}} brzegiem koła
{\displaystyle B_{2}={\big \{}(x,y)\in \mathbb {R} ^{2}\colon x^{2}+y^{2}\leqslant 1{\big \}}}
jest okrąg
{\displaystyle C_{2}={\big \{}(x,y)\in \mathbb {R} ^{2}\colon x^{2}+y^{2}=1{\big \}},}
jednak zanurzenie koła {\displaystyle B_{2}} w {\displaystyle \mathbb {R} ^{3}} jest zbiorem brzegowym, natomiast w topologii {\displaystyle \mathbb {R} ^{3}} zrelatywizowanej do {\displaystyle B^{2}} zbiór ten nie ma brzegu.
W przestrzeni euklidesowej każdy zbiór domknięty jest brzegiem pewnego zbioru.